# سد بلكانة
سد بلكانة أحد سدود محافظة كركوك أفتتح في 2009 في عهد عبد الرحمن مصطفى فتاح محافظ كركوك مع سد شيرين وسد خاصة، يقع سد بلكانة في ناحية ليلان الذي يبعد 14 كم من مركز كركوك، وكان العمل فيه بدأ في 2007 ويستفيد منه المزارعين والماشية ويستخدم للسياحة، تصل سعته إلى مليون متر مكعب.